# Coppa Svizzera 1992-1993
La Coppa Svizzera 1992-1993 è stata la 68ª edizione della manifestazione calcistica. È iniziata l'8 agosto 1992 e si è conclusa il 31 maggio 1993. Questa edizione della coppa vide la vittoria finale del Lugano.

## Squadre partecipanti
| Aarau           |
| Bulle           |
| Chiasso         |
| Grasshoppers    |
| Losanna         |
| Lugano          |
| Neuchâtel Xamax |
| San Gallo       |
| Servette        |
| Sion            |
| Young Boys      |
| Zurigo          |

| Baden        |
| Bellinzona   |
| Brüttisellen |
| Chur         |
| Emmenbrücke  |
| Kriens       |
| Locarno      |
| Lucerna      |
| Sciaffusa    |
| Wettingen    |
| Wil          |
| Winterthur   |

| Basilea           |
| Bümpliz           |
| Châtel-St-Denis   |
| Chênois           |
| Delémont          |
| Étoile Carouge    |
| Friburgo          |
| Grenchen          |
| La Chaux-de-Fonds |
| Old Boys Basilea  |
| Urania Ginevra    |
| Yverdon           |

| Echallens       |
| Fully           |
| Grand-Lancy     |
| Malley          |
| Martigny        |
| Monthey         |
| Montreux-Sports |
| Naters          |
| Raron           |
| Renens          |
| Savièse         |
| Stade Lausanne  |
| Versoix         |
| Vevey           |

| Burgdorf          |
| Colombier         |
| Concordia Basilea |
| Dürrenast         |
| Laufen            |
| Lerchenfeld       |
| Le Locle-Sports   |
| Lyss              |
| Moutier           |
| Münsingen         |
| Pratteln          |
| Riehen            |
| Serrières         |
| Thun              |

| Ascona        |
| Buochs        |
| Freienbach    |
| Klus/Balsthal |
| Kölliken      |
| Mendrisio     |
| Morbio        |
| Muri          |
| Soletta       |
| Stresa        |
| Suhr          |
| Sursee        |
| FC Zugo       |
| SC Zugo       |

| Altstätten      |
| Altstetten      |
| Brühl           |
| Frauenfeld      |
| Glarus          |
| Gossau          |
| Herisau         |
| Red Star Zurigo |
| Rorschach       |
| Stäfa           |
| Tuggen          |
| Veltheim        |
| Wiedikon        |
| Young Fellows   |

### 1º Turno Eliminatorio
Partecipano le squadre di Prima, Seconda e Terza Lega.
| Squadra 1         | Risultato | Squadra 2 |
| ----------------- | --------- | --------- |
| 8 e 9 agosto 1992 |           |           |

### 2º Turno Eliminatorio
Entrano in lizza le squadre di Lega Nazionale B.
| Squadra 1           | Risultato | Squadra 2 |
| ------------------- | --------- | --------- |
| 22 e 23 agosto 1992 |           |           |

### Trentaseiesimi di Finale
Entrano in lizza le 14 squadre di Lega Nazionale A.
| Squadra 1      | Risultato | Squadra 2 |
| -------------- | --------- | --------- |
| 2 ottobre 1992 |           |           |

### Sedicesimi di Finale
| Squadra 1     | Risultato | Squadra 2 |
| ------------- | --------- | --------- |
| 20 marzo 1993 |           |           |

### Ottavi di Finale
| Squadra 1       | Risultato      | Squadra 2    |
| --------------- | -------------- | ------------ |
| 6 aprile 1993   |                |              |
| Basilea         | 3 - 0          | Savièse      |
| Friburgo        | 0 - 4          | Grasshoppers |
| Kriens          | 3 - 2(d.t.s.)  | Buochs       |
| Losanna         | 1 - 1(3-4 dcr) | Sion         |
| Neuchâtel Xamax | 2 - 1(d.t.s.)  | Lucerna      |
| Sciaffusa       | 0 - 5          | Zurigo       |
| Servette        | 1 - 0          | Locarno      |
| Young Boys      | 1 - 1(4-5 dcr) | Lugano       |

### Quarti di Finale
| Squadra 1      | Risultato      | Squadra 2       |
| -------------- | -------------- | --------------- |
| 20 aprile 1993 |                |                 |
| Basilea        | 2 - 3          | Neuchâtel Xamax |
| Kriens         | 2 - 3          | Grasshoppers    |
| Lugano         | 4 - 2          | Zurigo          |
| Servette       | 2 - 2(5-3 dcr) | Sion            |

### Semifinali
| Squadra 1       | Risultato     | Squadra 2    |
| --------------- | ------------- | ------------ |
| 4 maggio 1993   |               |              |
| Neuchâtel Xamax | 2 - 3(d.t.s.) | Lugano       |
| Servette        | 0 - 2         | Grasshoppers |

### Finale
| Arbitro: | Gottfried Friedrich (Seedorf) |

| |            |                                                                                        |
| Andrioli 14’ Subiat 44’, 72’ Fornera 89’                                                                        | Marcatori  | 61’ Elber                                                                              |
| Walker Galvao Morf Kaeslin Tami Sylvestre Esposito (86' Fornera) Colombo (C) Andrioli Subiat Zuffi (79' Jensen) | Formazioni | Brunner Koller Meier Vega Nakhid Sforza Willems Bickel Közle Magnin (46' Elber) Sutter |
| Engel | Allenatori | Beenhakker                                                                             |